# Unión Internacional para la Conservación de la Naturaleza
La Unión Internacional para la Conservación de la Naturaleza (UICN) es una organización internacional dedicada a la conservación de los recursos naturales.
Fue fundada en octubre de 1948, en el marco de una conferencia internacional celebrada en Fontainebleau (Francia). Tiene su sede en Gland (Suiza). La UICN es la organización medioambiental más grande del mundo, con más de mil doscientos miembros gubernamentales y no gubernamentales, además de unos once mil expertos voluntarios en cerca de ciento sesenta países. Para su labor, la UICN cuenta con el apoyo de un personal compuesto por más de mil empleados, repartidos en cuarenta y cinco oficinas, y cientos de asociados de los sectores público, no gubernamental y privado de todo el mundo.
La UICN ha recibido diferentes denominaciones desde su creación. Fue fundada en 1948 como Unión Internacional para la Protección de la Naturaleza; en 1956 su nombre cambió a Unión Mundial de Conservación, una denominación que se mantuvo hasta 2008, año en que adquiere su nombre actual.

## Misión
La misión de UICN es influir, alentar y ayudar a las sociedades de todo el mundo a conservar la integridad y biodiversidad de la naturaleza y asegurar que todo uso de los recursos naturales sea equitativo y ecológicamente sostenible.

## Historia
El primer director general de la Unesco, sir Julian Huxley, deseando dar a la organización una base científica, patrocinó un congreso para establecer una nueva institución del medio ambiente para ayudar a servir a este fin.
En aquel primer congreso celebrado el 5 de octubre de 1948 en Fontainebleau (Francia), dieciocho gobiernos, siete organizaciones internacionales y ciento siete organizaciones nacionales de conservación de la naturaleza, acordaron formar la institución y firmaron un «acta constitutiva» (constitutive act) creando una Unión Internacional para la Protección de la Naturaleza («International Union for the Protection of Nature).
En 1964 estableció la Lista Roja de Especies Amenazadas, como una forma de movilizar fondos y expertos para hacer frente a las amenazas de extinción.
Desde sus inicios, la principal estrategia y la política de la institución ha sido la de explorar y promover acuerdos de mutuo beneficio para la conservación con aquellos que promueven el desarrollo, así como ayudar a las personas y las naciones a preservar mejor su flora y fauna.
En todo momento, la institución (en todas sus formas) ha destacado como principio operativo clave la gran necesidad de atender y satisfacer las necesidades locales de las naciones, comunidades y pueblos, para que esas naciones, comunidades y pueblos puedan hacerse en el futuro, a largo plazo, responsables de las metas de conservación de los objetos en sus áreas locales:

Las áreas protegidas y las especies amenazadas podrían protegerse más eficazmente si la población local considera que hacerlo va en su propio interés. Trabajar con y no contra la población local se convirtió en un importante principio de funcionamiento de la UICN.
Protected areas and threatened species could most effectively be safeguarded if local people considered it in their own interest to do so. Working with rather than against local people became a major working principle for IUCN.
Página 61

La Estrategia Mundial para la Conservación (World Conservation Strategy, 1980) de la UICN se basa en este tipo de principio, y claramente anuncia las ambiciones de la UICN de entablar un diálogo de la manera más eficaz con los promotores del desarrollo humano. La estrategia fue aplaudida internacionalmente por muchos y ha servido para garantizar a la UICN los fondos de varios donantes que no sienten que ellos mismos pueden abrir un diálogo eficaz en el mundo de los países en desarrollo, ni que las organizaciones de las Naciones Unidas y los bancos internacionales puedan abordar efectivamente ese diálogo.
La UICN ha ido ampliándose en muchas de las naciones del mundo, poniendo a su disposición los servicios de un gran número de voluntarios, principalmente especialistas, y proporcionando asesoramiento a nivel local y servicios de conservación, ampliando sus redes de Comisiones y órganos consultivos regionales en un número creciente de países.

## Desarrollo de la UICN
Algunas fechas clave en el crecimiento y el desarrollo de esta organización son las siguientes:
- 1956 - Se cambia el nombre de «Unión Internacional para la Conservación de la Naturaleza» («International Union for the Preservation of Nature», IUPN) por el de «Unión Internacional para la Conservación de la Naturaleza y sus Recursos Naturales» («International Union for the Conservation of Nature and Natural Resources», UICN).
- 1959 - La UNESCO decide crear una lista internacional de parques naturales y reservas equivalentes, y el Secretario General de Naciones Unidas pide a la UICN preparar esta lista.
- 1961 - Después de más de una década de dificultades de financiación, eminentes personalidades de la ciencia y del sector privado (incluido Sir Julian Huxley) deciden crear un fondo complementario (Fondo Mundial para la Naturaleza, «World Wide Fund for Nature») para centrarse en la recaudación de fondos, relaciones públicas y aumentar el apoyo público a la conservación de la naturaleza.
- 1964 - Establece la Lista Roja de Especies Amenazadas para hacer frente a las amenazas de extinción.[4]
- 1969 - La UICN obtiene una beca de la Fundación Ford que le permite incrementar sustancialmente su secretaría internacional.
- 1972 - La UNESCO adopta la Convención para la Protección del Patrimonio Mundial Cultural y Natural («Convention Concerning the Protection of World Cultural and Natural Heritage») y la UICN es invitada a proporcionar evaluaciones técnicas y seguimiento.
- 1974 - La UICN participa en la obtención del acuerdo de sus Miembros para firmar un convenio sobre el Comercio Internacional de Especies Amenazadas de Fauna y Flora Silvestres («Convention on International Trade in Endangered Species of Wild Fauna and Flora», CITES), cuya secretaría fue originalmente presentada ante la UICN.
- 1975 - La Convención sobre los Humedales de Importancia Internacional («Convention on Wetlands of International Importance», Convenio de Ramsar) en vigor, y su secretaría está administrada desde la sede de la UICN.
- 1980 - La UICN, junto con el Programa de las Naciones Unidas para el Medio Ambiente y el Fondo Mundial para la Naturaleza, colabora con la UNESCO en la publicación de una Estrategia Mundial para la Conservación («World Conservation Strategy»).
- 1982 - Siguiendo la preparación y esfuerzos de la UICN, la Asamblea General de las Naciones Unidas adopta la Carta Mundial para la Naturaleza («World Charter for Nature»).
- 1990 - Se comienza a utilizar el nombre de Unión Mundial para la Conservación («World Conservation Union») como nombre oficial, a la vez que se sigue utilizando UICN como abreviatura.
- 1993 - La UICN, junto con el Programa para el Medio Ambiente de las Naciones Unidas (United Nations Environment Programme) y el Fondo Mundial para la Naturaleza publican Caring for the Earth [Cuidar la Tierra].
- 2008 - Acaba la utilización del nombre Unión Mundial para la Naturaleza como nombre oficial y el nombre vuelve a ser Unión Internacional para la Conservación de la Naturaleza.

## Estructura organizativa
La Unión tiene tres componentes: sus organizaciones miembros, sus 6 comisiones científicas y su secretaría profesional.

### Miembros
La Unión está formada tanto por Estados como por organizaciones no gubernamentales. Los Miembros establecen las políticas de la Unión, definen su programa mundial de trabajo y eligen a su Consejo (comparable al consejo de una empresa) en el Congreso Mundial de la Naturaleza («IUCN World Conservation Congress»). Las organizaciones miembros se organizan en comités nacionales y regionales.

### Comisiones
Hay seis comisiones que evalúan el estado de los recursos naturales del mundo y proporcionan a la Unión el conocimiento y asesoramiento en materia de políticas sobre cuestiones de conservación:
Comisión de Gestión de Ecosistemas (CGE, en inglés «Commission on Ecosystem Management», CEM)
La CGE provee orientación experta sobre enfoques integrados para la gestión de ecosistemas naturales y modificados. Miembros: 400.
Comisión de Educación y Comunicación («Commission on Education and Communication», CEC)
La CEC aboga por un uso estratégico de la comunicación y educación para habilitar y educar a los grupos interesados para el uso sostenible de los recursos naturales. Miembros: 770.
Comisión de Medio Ambiente, Política Económica y Social («Commission on Environmental, Economic and Social Policy», CEESP)
La CEESP proporciona la experiencia y asesoramiento en materia de políticas sobre los factores económicos y sociales de la conservación y utilización sostenible de la diversidad biológica.
Comisión de Derecho Ambiental (CDA, en inglés «Commission on Environmental Law» o CEL)
La CDA contribuye al derecho ambiental mediante el desarrollo de nuevos conceptos e instrumentos jurídicos, así como la formación de capacidades en las sociedades para que empleen las normas ambientales para la conservación y el desarrollo sostenible. Miembros: 800.
Comisión de Supervivencia de Especies («Species Survival Commission», SSC)
La SSC asesora a la UICN sobre los aspectos técnicos de la conservación de las especies y promueve acciones para aquellas especies que están amenazadas de extinción. Produce la Lista Roja de la UICN de Especies Amenazadas.
Comisión Mundial de Áreas Protegidas («World Commission on Protected Areas», WCPA)
La Comisión Mundial de Áreas Protegidas (CMAP) es la red más importante del mundo de especialistas en áreas protegidas. Es administrada por el Programa de Áreas Protegidas de la UICN y cuenta con más de 1400 miembros en 140 países.

### Secretaría
Los miembros y las comisiones trabajan junto con una secretaría profesional compuesta por de más de 1100 personas de 62 países diferentes. En junio de 2019, la Dra. Grethel Aguilar asumió el cargo de directora general interina ante la salida de Inger Andersen, quien fungió como directora general desde enero de 2015.

## Programa de la UICN
El Programa de la UICN establece el marco para la planificación, ejecución, seguimiento y evaluación del trabajo de conservación realizado por las Comisiones y la Secretaría con y en nombre de los Miembros de la UICN.
El Programa de la UICN 2013-2016 fue aprobado por las organizaciones Miembros durante el Congreso Mundial de Conservación de la UICN, en septiembre de 2012 en Jeju, Corea del Sur.
El Programa 2013-2016 se desarrolló como resultado de un proceso de consulta de cinco meses a través de los Miembros y las Comisiones de la UICN.

### Trabajando para la gente y la naturaleza
El Programa de la UICN 2013-2016 tiene como objetivo movilizar a las comunidades que trabajan en la conservación de la biodiversidad, el desarrollo sostenible y la reducción de la pobreza en un esfuerzo común para detener la pérdida de biodiversidad y aplicar soluciones basadas en la naturaleza a desafíos globales como el cambio climático, la seguridad alimentaria y el desarrollo.
El Programa de la UICN 2013-2016 se rige por dos rasgos de la vida actual: la producción y los patrones de consumo globales están destruyendo el sistema en que se apoya la vida – la naturaleza –a un ritmo persistente y peligrosamente elevado. Y las personas, comunidades, gobiernos y actores del sector privado están subutilizando el poder potencial de la naturaleza y las soluciones que puede brindar para hacer frente a los desafíos globales en campos tales como el cambio climático, la seguridad alimentaria y el desarrollo social y económico. La UICN las llama soluciones basadas en la naturaleza.
El Programa 2013-2016 se basa en el nicho de la UICN como autoridad mundial en conservación de la biodiversidad, soluciones basadas en la naturaleza y la gobernanza ambiental relativa a ello. Cuenta con tres áreas:
1. Valorar y conservar la naturaleza, área que refuerza el trabajo central de la UICN relativo a la conservación de la biodiversidad, poniendo énfasis tanto en los valores tangibles como intangibles de la misma.
2. Gobernanza efectiva y equitativa en la utilización de la naturaleza, área que consolida el trabajo de la UICN sobre «las relaciones entre las personas y la naturaleza», los derechos y responsabilidades, y la política económica relativa a la naturaleza.
3. Implementar soluciones basadas en la naturaleza para los desafíos globales en el clima, la alimentación y el desarrollo, área que amplía el trabajo de la UICN acerca de la contribución de la naturaleza para hacer frente a los problemas del desarrollo sostenible, particularmente el cambio climático, la seguridad alimentaria y el desarrollo social y económico.

Las características únicas de la UICN permiten a la Unión reunir a su variada membresía integrada por Estados, agencias gubernamentales y organizaciones de la sociedad civil en el esfuerzo común para una estrategia de desarrollo sostenible.

## Productos clave y contribuciones
Entre los principales productos y servicios de la UICN, que destacan los siguientes:
- El Programa de la UICN 2013-2016
- La Lista Roja de Especies Amenazadas de la UICN
- Categorías para la gestión de las áreas protegidas de la UICN
- Planeta Protegido (Protected Planet)
- La Base de Datos Mundial de Áreas Protegidas
- La Lista Roja de Ecosistemas de la UICN
- Base de datos de especies invasoras (Global Invasive Species Database Archivado el 5 de noviembre de 2010 en Wayback Machine.)